# Musaria volgensis
Musaria volgensis är en skalbaggsart som först beskrevs av Ernst Gustav Kraatz 1883.  Musaria volgensis ingår i släktet Musaria och familjen långhorningar.
Artens utbredningsområde är Ukraina. Inga underarter finns listade i Catalogue of Life.